# 메르카토산세베리노
메르카토산세베리노(이탈리아어: Mercato San Severino)는 이탈리아 캄파니아주 살레르노도에 위치한 코무네다.